# Verschollen
Verschollen ist eine deutsche Fernsehserie, die im Auftrag des deutschen Privatsenders RTL und des österreichischen Rundfunks ORF entstand.

## Handlung
Die 20 Überlebenden des Fluges AWX 2427 von Los Angeles nach Tahiti kämpfen nach einem Flugzeugabsturz auf einer unbewohnten Südseeinsel ums weitere Überleben. Währenddessen geben sie nicht die Hoffnung auf, je wiedergefunden zu werden, obwohl die Aussichten darauf schlecht stehen. Diese Situation sorgt für ein angespanntes Zusammenleben, zusätzlich noch dadurch verstärkt, dass der einzige Überlebende der Besatzung – der Copilot – den Absturz durch einen Tankfehler verursacht hatte.

## Hintergrund
Verschollen war eine Auftragsproduktion von RTL, ausführende Produktionsfirma war die teamWorx Television & Film GmbH. Produziert wurde ab November 2003 auf 2000 Quadratmetern in den Fernsehstudios der Magic Media Company in Köln-Ossendorf.
Der Pilotfilm wurde am 13. September 2004 um 21:15 Uhr von 4,51 Millionen Zuschauern verfolgt und hatte einen Gesamtmarktanteil von 17,9 Prozent. Anschließend war der Sendeplatz von Verschollen montags um 22:15 Uhr, dem eigentlichen Sendeplatz von Extra.
Die Serie sollte neben Hinter Gittern – Der Frauenknast als zweite Weekly Soap im Programm von RTL etabliert werden, was jedoch nicht gelang. Da sie nicht die erhofften Marktanteile erbrachte, wurde sie zunächst von Montagabend auf einen neuen Sendeplatz am Donnerstag verlegt und schließlich nach Ausstrahlung der 29. Folge im April 2005 eingestellt. Noch kurz zuvor wurde die von Andreas Zimmermann verkörperte Rolle des Berthold Siebert umbesetzt. Anstelle des bis dahin unbekannten Schauspielers Nils Liebscher wurde im Abspann jedoch weiterhin Zimmermann namentlich genannt.
Aufgrund des beinahe zeitgleichen Starts der sehr erfolgreichen US-amerikanischen Fernsehserie Lost – die von der gleichen Grundsituation ausgeht, allerdings nicht als Soap konzipiert, sondern eher im Bereich Drama/Mystery angesiedelt ist – vermuteten viele Kritiker und Zuschauer, dass es sich bei Verschollen um eine deutsche Version der US-Serie handele. Da sich die Produktionszeiträume jedoch überschnitten – die Dreharbeiten der RTL-Produktion begannen im November 2003, die Erstausstrahlung der US-Serie erfolgte aber erst am 22. September 2004 –, konnte nicht hinreichend geklärt werden, welche Idee eine Kopie ist.

## Schauspieler und Rollen
| Schauspieler         | Rolle               |
| -------------------- | ------------------- |
| Berrit Arnold        | Nicole Mauerhoff    |
| Ben Bela Böhm        | Leon Claasen        |
| Hendrik Borgmann     | Nils Jung           |
| Katrin Brockmann     | Claudia Rother      |
| Ingrit Dohse         | Marita Sengerling   |
| Anuk Ens             | Bianca Hölscher     |
| Sylke Hannasky       | Clara Schwarz       |
| Nele Jonca           | Svenja Hölscher     |
| Nils Liebscher       | Berthold Siebert #2 |
| Nicolás Solar Lozier | Sascha Hölscher     |
| Uli Pleßmann         | Clemens Bartsch     |

| Schauspieler       | Rolle                      |
| ------------------ | -------------------------- |
| Uwe Rathsam        | Simon Claasen              |
| Antonia Reß        | Natascha Jungblut          |
| Gerhard Roisz      | Hans „Tresko“ Baran        |
| Alexander Rossi    | Udo Wachter                |
| Alexandra Sydow    | Maggie Braun               |
| Stephan Szász      | Fritz Hufschmid            |
| Katrin Wasow       | Dr. Lieselotte von Howaldt |
| Christian Wewerka  | Dr. Jörg Hölscher          |
| Andreas Zimmermann | Berthold Siebert #1        |
| Haydar Zorlu       | Juseff Reimann             |

## Episoden
| Folge | Titel                    | Ausstrahlung       |
| ----- | ------------------------ | ------------------ |
| 1     | Pilot                    | 13. September 2004 |
| 2     | Rettung in Sicht         | 20. September 2004 |
| 3     | Lynchjustiz              | 27. September 2004 |
| 4     | Gefahr aus dem Dschungel | 4. Oktober 2004    |
| 5     | Durst                    | 11. Oktober 2004   |
| 6     | Brudermord               | 18. Oktober 2004   |
| 7     | Schwanger                | 25. Oktober 2004   |
| 8     | Missbrauch               | 8. November 2004   |
| 9     | Die Verführung           | 15. November 2004  |
| 10    | Der Spinnenbiss          | 22. November 2004  |
| 11    | Dicke Fische             | 29. November 2004  |
| 12    | Das erste Mal            | 6. Dezember 2004   |
| 13    | Kalter Entzug            | 13. Dezember 2004  |
| 14    | Das Biest                | 20. Dezember 2004  |
| 15    | Sternenkinder            | 27. Dezember 2004  |

| Folge | Titel               | Ausstrahlung     |
| ----- | ------------------- | ---------------- |
| 16    | Der Rosenkrieg      | 3. Januar 2005   |
| 17    | Brot und Spiele     | 10. Januar 2005  |
| 18    | Vergewaltigt        | 20. Januar 2005  |
| 19    | Todeskampf          | 27. Januar 2005  |
| 20    | Liebeswahn          | 3. Februar 2005  |
| 21    | Folter              | 10. Februar 2005 |
| 22    | Heimlichkeiten      | 17. Februar 2005 |
| 23    | Der Dieb            | 24. Februar 2005 |
| 24    | Die Operation       | 3. März 2005     |
| 25    | Koks                | 10. März 2005    |
| 26    | Schnee unter Palmen | 17. März 2005    |
| 27    | Lebendig begraben   | 24. März 2005    |
| 28    | Die Geburt          | 31. März 2005    |
| 29    | Ausgetrickst        | 7. April 2005    |